# Аалиев, Азиз Кубанычбекович
Азиз Аалиев — киргизский государственный деятель, заместитель председателя Кабинета Министров КР (2021—2022).

## Биография
Родился в городе Фрунзе 3 апреля 1972 года. Окончил экономический факультет ТСХА, специальность: экономист — организатор сельскохозяйственного производства (1994).
Трудовая деятельность:
- 1994 — июнь 1995 — ведущий специалист Иссык-Кульского облфинуправления;
- июнь-август 1995 — ведущий специалист Каракольской городской администрации;
- август 1995 — июль 1996 — ведущий специалист Иссык-Кульского областного представительства Госкоминвеста КР;
- июль 1996 — январь 1997 — консультант Каракольского аукционного центра;
- апрель-сентябрь 1997 ведущий специалист Управления региональной политики Министерства финансов КР;
- сентябрь-декабрь 1997 — ведущий специалист Управления внешнеэкономической политики и финансового сотрудничества МФ КР;
- декабрь 1997 — июль 1999 главный специалист Управления внешнеэкономической политики и финансового сотрудничества МФ КР;
- июль 1999 — январь 2000 главный специалист отдела международных налоговых отношений Управления налоговой политики и прогнозирования доходов МФ КР;
- январь 2000 — март 2001 начальник Управления внешнеэкономической политики и финансового сотрудничества МФ КР;
- март-июнь 2001 начальник Управления программы государственных инвестиций МФ КР;
- июнь-август 2001 — помощник министра финансов КР;
- август 2001 — декабрь 2002 начальник Управления финансирования госсектора МФ КР;
- декабрь 2002 — август 2003 — директор отдела управления проектом Всемирного Банка «Финансирование села-2».
- август 2003 — декабрь 2005 — координатор компонента «Реформа госрасходов» проекта на структурные преобразования в секторе госуправления GSAC-GTAC;
- декабрь 2005 — июль 2007 — национальный координатор программы ЦАРЭС Азиатского банка Развития (Региональное экономическое сотрудничество в ЦА).
- с июля 2007 — статс-секретарь Министерства экономического развития и торговли Кыргызской Республики.
- с 17.12.2009 — статс-секретарь Министерства экономического регулирования КР,
- 2011—2014 — менеджер проекта ФАО.
- февраль 2015 — июнь 2015 — менеджер проекта АБР «Реформа профессионального образования».
- с июня 2015 года по 16.02.2018 — зав. отделом финансов и кредитной политики Аппарата Правительства КР
- с февраля 2018 по июль 2019 - советник исполнительного директора Азиатского Банка развития (Манила, Филиппины)
- с июля 2019 года член правления Российско-Кыргызского фонда развития. 10.02.2020 — 19.10.2020 и с 19 марта по 20 мая 2021 — председатель правления Российско-Кыргызского фонда развития;
- 6.09.2021 — 12.10.2021 — первый заместитель председателя Кабинета Министров КР. И. о. 1-го заместителя председателя КМ РК (12-13.10.2021);
- 13.10.2021 — 28.03.2022 — заместитель председателя Кабинета Министров КР.

С 28.03.2022 — председатель правления Узбекско-Кыргызского фонда развития (избран на три года).

## Известия
- Азиз Аалиев освобожден от должности завотделом финансов и кредитной политики аппарата правительства
- Некоторые факты из биографии Азиза Аалиева
- Биография Аалиева Азиза Кубанычбековича
- Аалиев Азиз Кубанычбекович — биография